# 貞鏡院
貞鏡院（ていきょういん、天保5年（1834年） - 明治18年（1885年）1月25日）は、近江彦根藩主・井伊直弼の正室。

## 生涯
丹波亀山藩主・松平信豪の次女として生まれる。母は播磨姫路藩主・酒井忠実の娘・采。初名は多喜で、その後、貞、昌子と改名した。
弘化3年（1846年）1月、32歳の直弼は部屋住みの身から異母兄の彦根藩主井伊直亮の世子となり、正室を迎えることとなった。このとき将軍家からの縁談（将軍家慶の養女精姫）も持ち上がったが、藩主の直亮はこの縁談を快く思わず、急に丹波亀山藩との縁組を進め、同年10月13日には幕府老中に対して縁組の願書を提出した。このとき多喜は12歳であった。
将軍家との縁談を断って間もなくの弘化4年（1847年）2月に、井伊家は相模湾の警護を命ぜられた。このとき世間に流布された落首に「掃部さん表きらいで裏がすき」というものがあった。表（将軍家）との縁組を断って裏が（浦賀）に行くことを命じられたという意味である。
婚礼が行われたのは嘉永5年（1852年）8月19日のことで、多喜は18歳、縁組が整ってから6年が経過していた。この縁組が将軍家との縁談を断るために急遽整えられたものであるため、兄・直亮の藩主時代には婚礼の話が進まなかったと思われる。この間、嘉永3年（1850年）9月に直亮が死去し、直弼が彦根藩主となっている。
明治18年（1885年）、51歳で死去した。墓所は東京都世田谷区の豪徳寺。戒名は貞鏡院殿柳室智明大姉。

## 登場作品

### 映画
- 『建国史 尊王攘夷』（日活、1927年、演：小松みどり）

### テレビドラマ
- 『花の生涯』（NHK大河ドラマ、1963年、演：八千草薫）
- 『大奥』（関西テレビ、1968年、演：三宅邦子）
- 『花の生涯』（日本テレビ、1974年、演：武原英子）
- 『花燃ゆ』（2015年、NHK大河ドラマ、演：吉沢梨絵）